# Jovanovac (miasto Kragujevac)
Jovanovac (cyr. Јовановац) – wieś w Serbii, w okręgu szumadijskim, w mieście Kragujevac. W 2011 roku liczyła 1279 mieszkańców.